# Sonae Indústria
Sonae Indústria, SGPS S.A. ist ein portugiesisches börsennotiertes Hersteller von Holzwerkstoffplatten. Das Unternehmen ist Teil der Sonae-Gruppe; es wurde im Jahre 1959 gegründet und gilt als der eigentliche Ursprung der Sonae-Gruppe.

## Hintergrund
Sonae Indústria ist einer der größten Holzwerkstoffplatten-Produzenten der Welt. Auf der Produktpalette stehen u. a. Spanplatten, Mitteldichte Faserplatten (MDF); Hartfaserplatten, sowie Grobspanplatte (OSB). Sonae Indústria beschäftigt sich mit der Herstellung und Vertrieb von Produkten mit hoher Wertschöpfung und Dienstleistungen für die Möbel-, Bau-, Deko- und DIY-Branchen. Des Weiteren Produktion von Hochdruck Dekorativ-Laminaten und Herstellung von chemischen Erzeugnissen wie Formaldehyd und Formaldehyd-Harzen.
Das Unternehmen besitzt 29 Produktionsstätten und Vertriebsstandorte in acht Ländern: Portugal, Frankreich, Spanien, Deutschland, Großbritannien, Kanada, Niederlande, Schweiz, Südafrika und Brasilien. In Deutschland ist u. a. die Firma Glunz in Meppen Tochter des portugiesischen Unternehmens, mit deutschen Standorten in Beeskow, Eiweiler, Horn-Bad Meinberg, Meppen und Nettgau.
Ende 2015 gab das Unternehmen die Schaffung eines Gemeinschaftsunternehmens mit dem chilenischen Arauco-Konzern kekannt; Sonae Industria bringt dabei seine Holzwerkstoffaktivitäten in Europa und Südafrika, einschließlich der Leim-/Imprägnierharzproduktion am Standort Sires/Portugal und dem Imprägnierunternehmen ImPaper Europe in die Sonae Industria-Tochtergesellschaft Tableros de Fibras S.A. (Tafisa) ein. Arauco beteiligt sich im Gegenzug über eine Kapitalerhöhung an dem Unternehmen, das in der Folge in Sonae Arauco umbenannt wird. Von der Transaktion ausgenommen sind die nordamerikanischen Aktivitäten von Sonae Industria mit dem unter Tafisa Canada firmierenden Spanplattenwerk in Lac-Mégantic/Québec und das Schichtstoff-/Elementegeschäft, dem die Schichtstoffproduktion in Maia, ein Elementewerk in Portugal und der Standort Horn-Bad Meinberg zugeordnet sind; das Großteil der Aktivitäten sind somit fortan diesem neuen Gemeinschaftsunternehmen zugeordnet.
Die Aktie des Unternehmens ist Teil des portugiesischen Leitindex PSI 20; der Streubesitz ist ca. 31 %, der Rest wird von der Familie Azevedo über die Holding Efanor gehalten.